# Long Key State Park

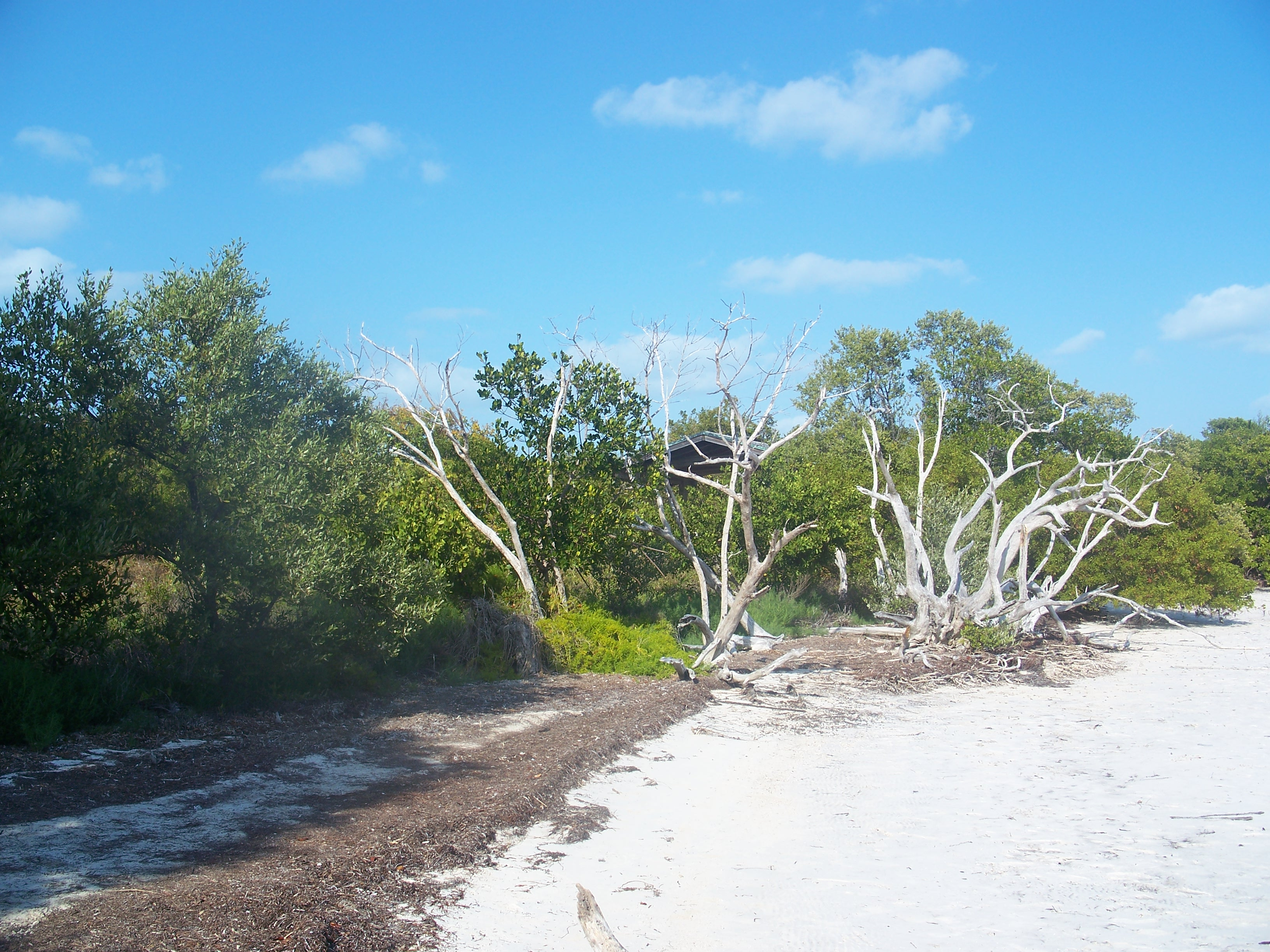
Strand im Long Key State Park

Long Key State Park ist ein State Park im Monroe County im US-Bundesstaat Florida. Der 390 ha große State Park liegt am Overseas Highway am Mile Marker 67,5 auf der Insel Long Key, einer Insel der Florida Keys.

## Geographie
Vor allem im westlichen Inselteil befinden sich Hammocks genannte höher gelegene Gebiete, große Teile der Insel liegen dagegen nur knapp über dem Meeresspiegel und werden bei hohen Gezeiten oder Stürmen überschwemmt. Diese Seegraswiesen enthalten zahlreiche Gezeitentümpel, im Inselinneren erstreckt sich eine Reihe von flachen, etwa 56 ha großen Lagunen.

## Flora und Fauna
Die Hammocks genannten Bauminseln sind mit subtropischer Vegetation bewachsen, darunter auch seltenere Pflanzen wie Opuntia triacantha, Bursera simaruba, Thrinax radiata und Pseudophoenix sargentii.
In aufwändigen Aktionen wurden die invasiven Kasuarinen und Portiabäume, die jahrelang den Campingplatz beschattet hatten, gefällt und durch mehr als 500 heimische Bäume und Sträucher ersetzt.
Die Vegetation der niedriggelegenen Teile der Insel besteht aus Seegraswiesen und Mangroven. Die lange Küste, die Hammocks, die Lagunen und die Seegraswiesen sind Lebensraum für eine Vielzahl von Vögeln, Schmetterlingen und Landkrabben. Die Insel liegt am Great Florida Birding Trail, neben den einheimischen Vögeln ist die Insel auch Rastplatz für zahlreiche Zugvögel. Ibisse, Fisch- und Silberreiher sind häufig zu beobachten, seltener sind Weißkopftauben und Rosalöffler. In den Lagunen und im flachen Meer um die Insel leben Pfeilschwanzkrebse, Seesterne, Unechte Karettschildkröten und Suppenschildkröten.

## Geschichte
Ab 1961 wurde das Land für den Park erworben, bis am 1. Oktober 1969 der State Park offiziell eröffnet wurde.
Die Hurrikans Georges und Irene zerstörten 1998 und 1999 den Campingplatz, so dass dieser wieder errichtet werden musste.
Die Insel wird mit vom Förderverein der Friends of the Islamorada Area State Parks unterstützt.

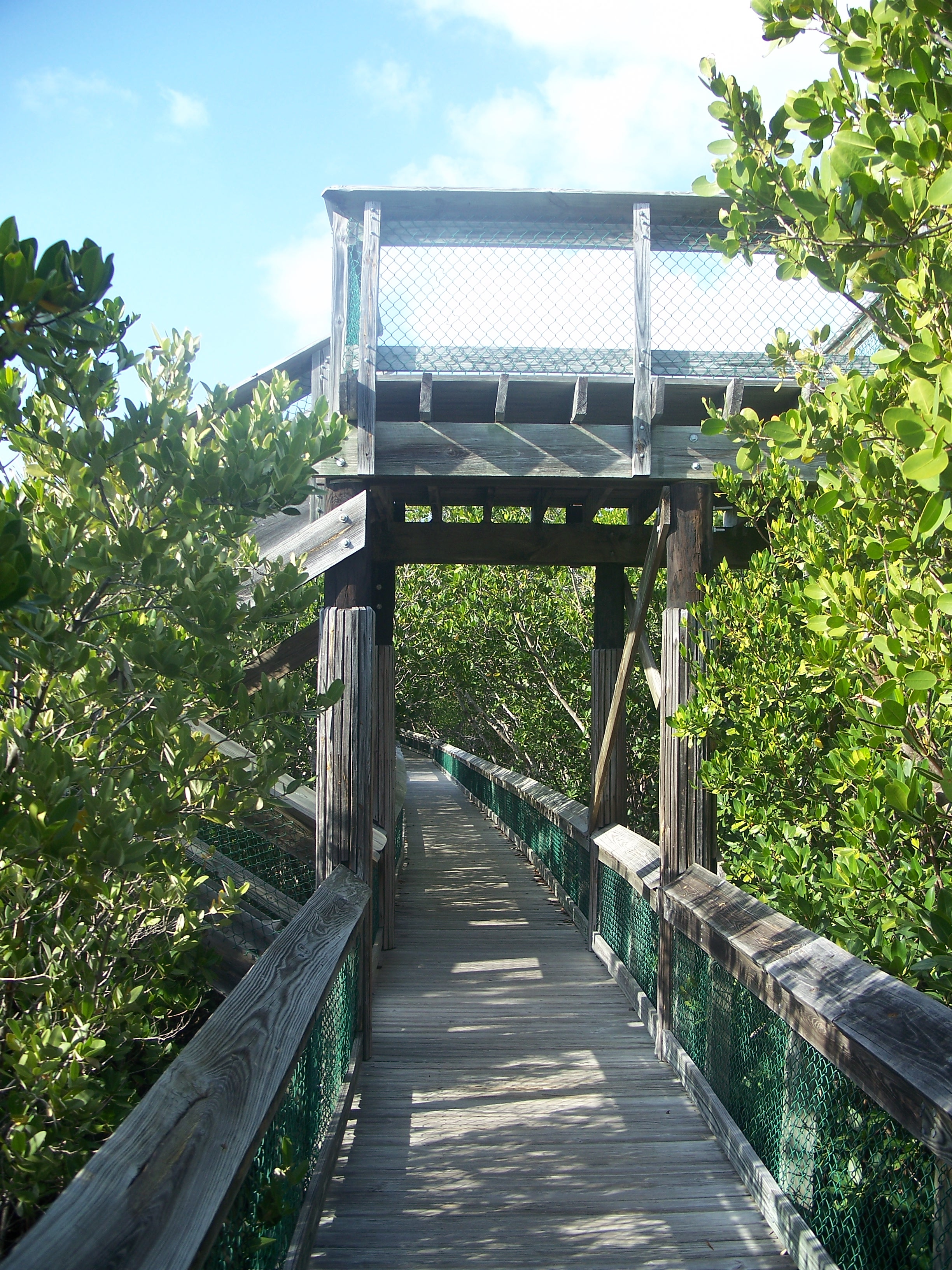
Aussichtsturm

## Aktivitäten
Der Park ist ganzjährig geöffnet, die Benutzung ist gebührenpflichtig. Während der Wintersaison werden mehrmals wöchentlich von Rangern geführte Wanderungen oder Kanufahrten angeboten.
Im Westen des Parks liegt ein Campingplatz mit 60 Stellplätzen direkt am Ufer der Floridastraße. Die Insel verfügt über mehrere Badestrände und -stellen, an denen Schwimmen und Schnorcheln möglich ist. Die Insel bietet weiter gute Möglichkeiten für Kanu- oder Kajakfahren. Ein Kanu-Trail führt durch mehrere Binnenlagunen. Über die Insel führen zwei insgesamt 3 km lange Wege, von denen der Gold Orb Trail, benannt nach einer einheimischen Spinne, über einen Bohlenweg zu einem hölzernen Aussichtsturm führt, der einen Panoramablick über die Insel bietet, während der Layton Trail zum Ufer an der Florida Bay führt. Für Angler ist die Insel eine der besten Stellen der Florida Keys, um nach Grätenfischen zu angeln.